# Žerůtky (district de Znojmo)
Pour les articles homonymes, voir Žerůtky.
Žerůtky (en allemand : Zerutek ; de 1939 à 1945 : Scherutka) est une commune du district de Znojmo, dans la région de Moravie-du-Sud, en Tchéquie. Sa population s'élevait à 273 habitants en 2020.

## Géographie
Žerůtky se trouve à 9 km au nord-ouest de Znojmo, à 57 km au sud-ouest de Brno et à 171 km au sud-est de Prague.
La commune est limitée par Olbramkostel et Kravsko au nord, par Znojmo à l'est, par Citonice au sud et par Milíčovice à l'ouest.

## Histoire
La première mention écrite de la localité date de 1353.